# حي الربوة
الربوة حيٌّ يقع في مدينة غران في محافظة خليص في السعودية. يعد من أكبر أحياء غران ويقع هذا الحي شرق غران وشرق مجرى وادي غران يسكنه 1000 نسمة ويبعد عن طريق محافظة الكامل 3 كيلومتر.

## الخدمات العامة

### المساجد
يحتوي حي الربوة على جامع الربوة ومسجدين صغيرين.

### المنشئات الرياضية
نادي الريان ومركز الريان للنشاط الاجتماعي:
فيه ثلاث ملاعب ملعب للرجال وملعب للشباب وملعب للأشبال ويقام مقر جديد لكل هذه الملاعب بالإضافة لوسائل ترفيه تجمع المرأة والطفل ومسطحات خضراء للأسر والعوائل قيدالإنشاء.

## الأسواق
يوجد في حي الربوة بقالة ومحل لتبديل اسطوانات الغاز.

## المنشئات الإجتماعية
يوجد في الحي مبنى لدار الحافظات ودار للجنة التنمية المحلية بغران وعدد من الاستراحات الخاصة.

## المصانع
مصنع لسبك الحديد يقع في شرق الحي وكذلك مصنع للبلك الخرساني عالي الجودة.

## التصنيفات
الموقع الرسمي لقبيلة الصحاف